# Dolichopareias
Dolichopareias disjectus es una especie extinta de lepospóndilo que vivió a finales del período Carbonífero en lo que hoy es Escocia.D. disjectus fue nombrado por Watson (1928), siendo asignado por Carroll (1988) al grupo Adelogyrinidae.